# Phyllarthron multiflorum
Phyllarthron multiflorum là một loài thực vật có hoa trong họ Chùm ớt. Loài này được H.Perrier miêu tả khoa học đầu tiên năm 1938.